# فرودگاه صحرایی ایزبل
فرودگاه صحرایی ایزبل (به انگلیسی: Isbell Field) یک فرودگاه همگانی بهره‌برداری هوایی است که یک باند فرود آسفالت دارد و طول باند آن ۱۵۲۴ متر است. این فرودگاه در کشور ایالات متحده آمریکا قرار دارد و در ارتفاع ۲۶۷ متری از سطح دریا واقع شده‌است.